# Lepista glaucocana
Lepista glaucocana (Bres.) Singer, 1951 è un fungo tardo autunnale della famiglia Tricholomataceae, molto somigliante a Lepista nuda, con la quale viene spesso confusa.

## Descrizione

### Cappello
Diametro fino a 6–12 cm, abbastanza spesso. Dapprima umbonato-ottuso, anche campanulato, poi emisferico, infine piano, con margine involuto, più o meno ondulato.

Superficie liscia, più chiara di quello della L. nuda; di colore variabile, dal lilacino al violetto, più scuro al centro.

### Lamelle
Molto fitte, arrotondate al gambo, adnato-uncinate, libere dal gambo, concolori al cappello (lilla), facilmente asportabili dal cappello.

### Gambo
5-10 x 1–3 cm. Tozzo, cilindrico, concolore al gambo, ornato da fibrille e pruina più scura, più grosso alla base che è inglobata dal micelio.

### Carne
Elastica, di colore biancastro con tonalità lilla, spessa.
- Odore: fruttato, talvolta di "terriccio".
- Sapore: mite, dolciastro; a volte un po' sgradevole, "terroso" (dipende dal substrato di crescita).

### Spore
Rosate in massa.

## Distribuzione e habitat
Ai primi freddi autunnali e fino all'inizio dell'inverno. Predilige gli olmi.

## Commestibilità
Discreta, previa cottura, data la sua stretta parentela con L. nuda (tossico da crudo). Non è necessaria la prebollitura.

## Tassonomia

### Sinonimi e binomi obsoleti
- Clitocybe glaucocana (Bres.) H.E. Bigelow & A.H. Sm., Brittonia 21: 168 (1969)
- Lepista nuda var. glaucocana (Bres.) Krieglst., Beitr. Kenntn. Pilze Mitteleur. 7: 71 (1991)
- Rhodopaxillus glaucocanus (Bres.) Métrod, Annales Mycologici 41(1/3): 91 (1943)
- Tricholoma glaucocanum Bres., Fung. trident. 1: 7 (1881)
- Tricholoma nudum var. glaucocanum (Bres.) L. Corb., Mém. Soc. natn. Sci. nat. math. Cherbourg 40: 53 (1929)

### Specie simili
- Lepista nuda (commestibile, previa cottura).
- Alcune specie del genere Cortinarius di colore viola (es. Cortinarius violaceus), che però spesso hanno odore rafanoide.
- Gli esemplari più piccoli potrebbero essere confusi con qualche pericolosa Inocybe di colore violaceo-lilla (l'odore in genere è spermatico) e pertanto si raccomanda la massima cautela.

## Nomi comuni
- Agarico lilacino